# Ярлсгоф
Ярлсгоф (англ. Jarlshof) — найвідоміша доісторична археологічна пам'ятка у Самборо, Мейнленд Шетландські острови, Шотландія. 
Була описана як «одна з найвидатніших археологічних пам'яток, коли-небудь розкопаних на Британських островах». 

Містить руїни, датовані XXV ст. — XVII ст. до Р.Х.
Поселенці бронзової доби залишили по собі кілька невеликих овальних будинків з товстими кам'яними стінами та різноманітні артефакти, включаючи прикрашений предмет із кістки. 
Руїни залізної доби містять кілька різних типів споруд, у тому числі броху та оборонний мур навколо городища. 
До піктського періоду відносять різні витвори мистецтва, включаючи розмальовану гальку та піктське каміння. 
Руїни епохи вікінгів є найбільшим подібним місцем, яке можна побачити будь-де в Британії, і включає довгий будинок; розкопки дали численні інструменти та детальне уявлення про життя на Шетландських островах того часу. 
Найпомітніші споруди на цьому місці — мури укріпленої садиби шотландського періоду, яка надихнула назву «Ярлсгоф», яка вперше з’явилася в романі Вальтера Скотта 1821 року.
Ділянка знаходиться під опікою Historic Scotland та відкрита з квітня по вересень. 
 
У 2010 році «Зеніт Шетландського періоду залізної доби», включаючи Мусу, Олд-Скатнесс і Ярлсгоф, було додано до «попереднього списку» об’єктів Світової спадщини. 